# UTC+12

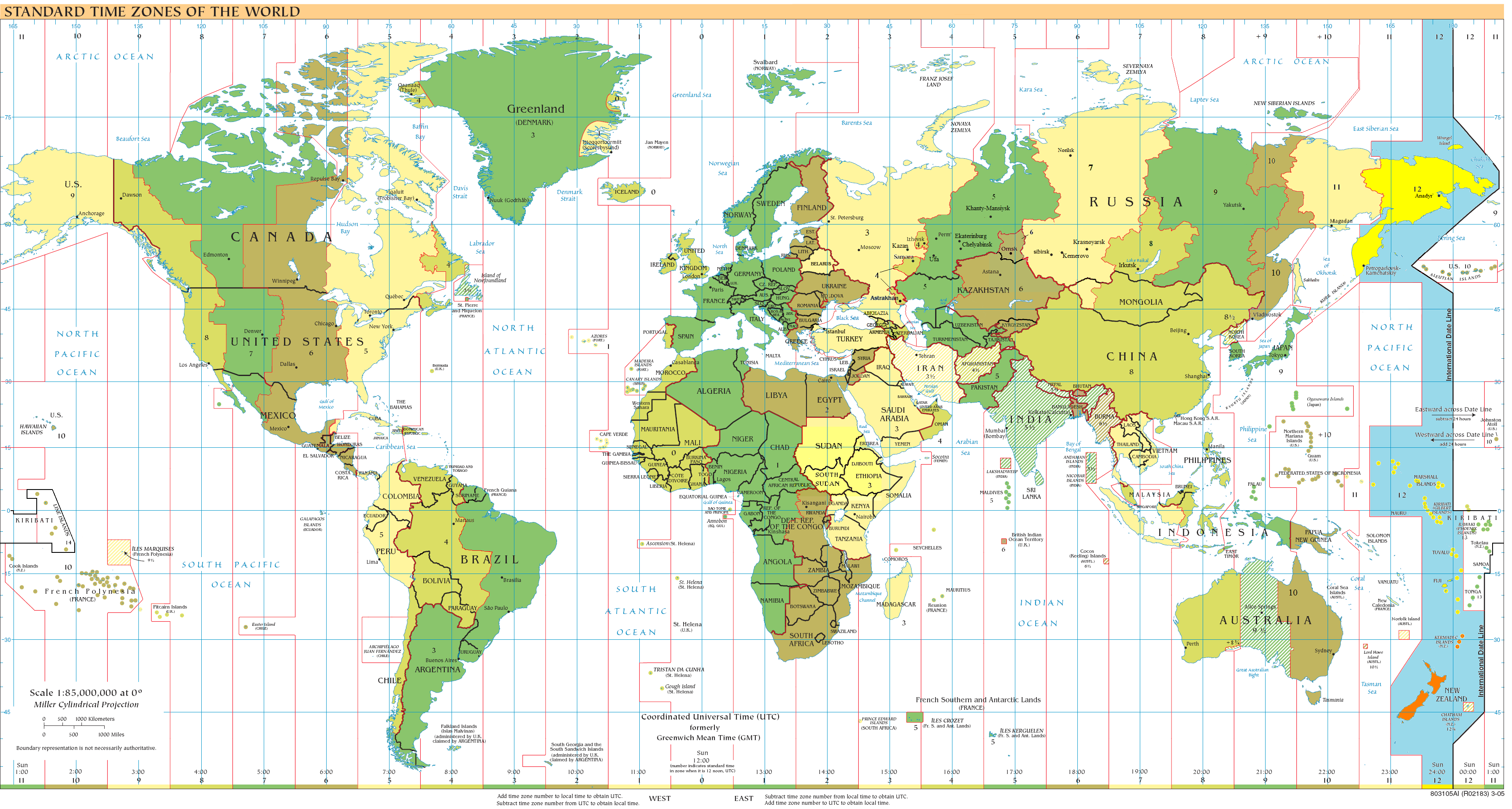
UTC+12: 濃黄-通年適用、橙-6月前後に適用、水色-海域

UTC+12とは、協定世界時を12時間進ませた標準時である。
UTC-12と同じ時刻であるが、それよりも1日進んでいる。

## 該当地域

### 標準時（通年）
- ウェーク島（米国領）
- ウォリス・フツナ（フランス領）
- キリバス
  - ギルバート諸島、バナバ島
- ツバル
- ナウル
- マーシャル諸島
- ロシア
  - カムチャツカ時間 - PETT

### 標準時（南半球冬）
- ニュージーランド（なおチャタム諸島標準時は+12:45）
- フィジー
- 南極
  - 南極点のアムンゼン・スコット基地およびマクマード基地（補給地であるニュージーランドの標準時を採用）

### 標準時（南半球夏）
- ノーフォーク島（オーストラリア領）

## 歴史
マーシャル諸島のクェゼリン環礁・エニウェトク環礁・ビキニ環礁にある米軍基地ではかつてUTC-12を用いていた。アメリカ大陸と同じ暦日を持つためである。独立したマーシャル諸島共和国は1993年8月21日に24時間進めてUTC+12となった（英文）。
ロシアではかつてカムチャツカ時間（冬期）とマガダン夏時間においてUTC+12を用いていたが、2010年3月28日から両時間帯はマガダン時間帯に統合され、2011年3月27日より通年でUTC+12となった。しかし2014年10月26日より国内の標準時が再び変更され、マガダン時間は廃止されたため2010年3月28日以前にUTC+12を使用していた地域ではカムチャツカ時間が復活した。
オーストラリア領ノーフォーク島は2019年10月6日に夏時間を導入したため、夏期はUTC+12を使用するようになった。